# Roberto Maida
Roberto Maida (Domenico Maida; * 3. März 1908 in Francica; † 30. März 1993) war ein argentinischer Tangosänger.

## Leben
Maida kam mit seinen Eltern 1909 von Italien nach Argentinien, wo sein jüngerer Bruder Antonio Maida geboren wurde. Er trat bereits als Kind in den Pausenshows im Kino 2º Coliseo auf, später mit Armando Baliotti, Miguel Caló und Raúl Kaplún im Kino Astral neben dem damals fünfzehnjährigen Pianisten René Cóspito. 1925 debütierte er als professioneller Sänger in Calós Orchester. Darauf schlossen er und Caló, Alberto Cima und die Brüder Ricardo, Carlos und Alfredo Malerba sich Cátulo Castillo für eine Tour durch Spanien an. Sie traten während dieser Tour, die bis 1930 dauerte, in vielen Städten Spaniens auf und nahmen mehrere Titel beim Label Odeon auf.
Nach seiner Rückkehr nach Buenos Aires luden ihn Bayón Herrera und Manuel Romero ein, an der Aufführung eines Stücks am Teatro Sarmiento mitzuwirken. Dort sang er den Tango Te odio von Celedonio Flores und Francisco Pracánico. Nach dem Ende der Saison reiste er mit der Kompagnie (mit Cátulo Castillo als Direktor und dessen Vater José González Castillo) erneut nach Spanien. Dort trennte er sich von der Gruppe, um mit der Sängerin Celia Gámez zusammenzuarbeiten. In Lissabon trat er darauf mit den Brüdern Malerba und Bachicha im Maxim´s und in der Karnevalssaison 1931 auf. Die Zusammenarbeit endete mit dem unerwarteten Tod Carlos Malerbas.
Darauf ging Maida nach Paris, wo er sich dem Orchester Manuel Pizarros anschloss. Mit Eduardo Bianco, der auf dem Weg nach Deutschland war, und den Bandoneonisten Héctor Artola und Juan Pecci, dem Geiger Simón und dem Bassisten Mario Melfi reiste er nach Hamburg. Dort trat die Gruppe zur Eröffnung des UFA-Kinos und im Café Bocaccio auf. Er traf in Hamburg Francisco Fiorentino, der auf der Rückreise von einer Tournee durch Schweden war und trat mit diesem noch in Köln, Berlin und München auf, bevor er nach Paris zu Pizarro zurückkehrte. Hier erhielten sie einen Vertrag für Auftritte im Savoy Hotel in London und tourten danach durch Belgien, die Niederlande und Spanien.
1933 kehrte Maida nach Argentinien zurück und erhielt dort von Samuel Yankelevich einen Vertrag für Auftritte bei Radio Belgrano. Nach Ablauf des Vertrages schloss er sich Ende 1934 dem Orchester von Francisco Canaro an, mit dem im Folgejahr die ersten von etwa 200 Aufnahmen entstanden. Als Canaro 1939 die Sänger Ernesto Famá und Francisco Amor engagierte, trennte sich Maida von ihm und gründete im Folgejahr ein eigenes Orchester. Dieses bestand aus den Bandoneonisten Héctor Artola, Máximo Mori und Tití Rossi den Geigern Antonio Rodio, Cervo und Mario Núñez, dem Pianisten José Juan Simarro, dem Kontrabassisten Francisco De Lorenzo und dem Arrangeur und Dirigenten Argentino Galván, debütierte bei Radio Belgrano und trat bei Radio Sarmiento und im Nachtclub Ocean auf. 1942 trat Maida mit dem Orchester Antonio Suredas bei Radio Belgrano auf.